# Ned - Scuola di sopravvivenza
Ned - Scuola di sopravvivenza (Ned's Declassified School Survival Guide) è una sitcom statunitense creata da Scott Fellows e andata in onda su Nickelodeon dal 12 settembre 2004 all'8 giugno 2007.
Dal 1º febbraio 2006, la serie fu trasmessa su Nickelodeon con il titolo di Ned - Sopravvivenza a scuola, e dal 16 ottobre invece fu trasmessa su Italia 1 con il titolo di Ned - Scuola di sopravvivenza (titolo usato anche nelle repliche su Boing e Super!).

## Trama
Nella scuola media "James K. Polk", Ned Bigby, un ragazzo marchiato a vita come colui che è entrato nel bagno delle ragazze da bambino, ha intrapreso la sfida di scrivere una guida di sopravvivenza per la scuola, rivolta a tutti i ragazzi, che ascoltano i suoi consigli. Ned, allo stesso tempo, deve saper far fronte alla propria vita scolastica, tra insufficienze e scherzi ai professori, aiutato dagli amici Cookie, un genio dell'informatica, e Moze, ragazza brillante sia nello sport sia nello studio.

## Episodi
La sitcom è divenuta molto popolare negli Stati Uniti d'America tanto da arrivare alla terza stagione.
| Stagione         | Episodi | Prima TV USA | Prima TV Italia |
| ---------------- | ------- | ------------ | --------------- |
| Prima stagione   | 13      | 2004-2005    | 2006            |
| Seconda stagione | 20      | 2005-2006    | 2006            |
| Terza stagione   | 22      | 2006-2007    | 2007-2008       |

## Personaggi e interpreti

### Personaggi principali
- Ned Bigby (stagioni 1-3), interpretato da Devon Werkheiser, doppiato da Patrizia Mottola.
 È il protagonista, che ha creato la guida sulla sopravvivenza scolastica, dopo essere entrato nel bagno delle ragazze alla scuola materna. Non vuole essere vittima di bulli molto cattivi e falliti come Billy Loomer e neanche di insegnanti irascibili e arrabbiati quali il professor Sweeney. Spesso si allea con i suoi amici Moze e Cookie per togliersi dai guai. Nonostante sia molto intelligente, vorrebbe diventare un bravo studente per ribellarsi alla pigrizia (anche se lui è perfettamente in grado di ottenere il massimo dei voti quando studia seriamente) infatti cerca sempre di trovare il modo più semplice (non necessariamente il modo giusto o logico) per risolvere qualsiasi problema personale. A causa di questo, i suoi piani di solito si ritorcono, ma gli insegnano lezioni che include nella guida. Cotta (quasi) eterna di Ned è Suzie Crabgrass, di cui è innamorato da quando era in quarta elementare: alla fine della seconda stagione, i due si fidanzano ufficialmente, ma la loro storia sarà destinata a drastici peggioramenti durante la terza stagione, quando Suzie sarà trasferita in un altro Stato. Nonostante il suo ritorno, negli ultimi episodi, Ned si rende conto di amare Moze, e lascia Suzie per lei. Il suo più grande aiuto è il bidello Gordy, che lo appoggia in ogni situazione.
- Jennifer Ann "Moze" Mozely (stagioni 1-3), interpretata da Lindsey Shaw, doppiata da Lara Parmiani.
È la migliore amica di Ned. È soprannominata "Moze" perché Ned, in prima elementare, l'ha chiamata così per evitare di confonderla con le altre "Jennifer" della classe. Tende ad essere brava in tutto quello che fa, essendo un'ottima studentessa e un'ottima atleta: pratica pallavolo e ha stabilito il maggior numero di record scolastici, tra cui uno per la maggior parte di record scolastici. Ha anche molto talento in falegnameria. I suoi migliori amici sono Ned, Cookie, e Gordy e il suo obiettivo nella prima stagione è di trovare un'amica femmina, che alla fine troverà nella sua rivale ed ex-nemica Suzie Crabgrass. È anche di solito quella che chiede favori a Ned e Cookie. Era nella lista del signor Sweeney tra gli studenti di fiducia che i supplenti dovrebbero ascoltare fino all'episodio Guida ai supplenti e ai nuovi arrivati. A partire dagli ultimi episodi della stagione 3, ha capito che si sta innamorando di Ned. Appare in tutti i 55 episodi.
- Simon "Cookie" Nelson-Cook (stagioni 1-3), interpretato da Daniel Curtis Lee, doppiato da Davide Garbolino nella versione di Nickelodeon e Super! e da Monica Bonetto nella versione di Italia 1.
 Cookie è l'altro migliore amico di Ned, forse perché i loro cognomi sono legati dall'ordine alfabetico fin dall'inizio della scuola. Cookie viene da una famiglia super ricca, ma non vuole che nessuno lo sappia. Una limousine lo accompagna ogni giorno a casa di Ned, dove prende il bus per andare a scuola. Cookie è un cervellone ma anche po' strano dato che fa spesso idiozie e facce strane, è perseguitato dalla sfortuna fallita e più o meno in ogni episodio si dispera e finisce nei guai. È il miglior studente della Polk ma spesso e volentieri cerca scorciatoie e trucchi per avere una vita più semplice; Cookie è sfortunato in amore, non avendo la minima capacità di farsi altri amici e soprattutto di avere una ragazza. Il suo senso della moda è inesistente, a volte è un po' ingenuo ed è connesso al web 24 ore su 24.
- Gordon "Gordy" Rockfeg (stagioni 1-3), interpretato da Daran Norris, doppiato da Claudio Colombo.
È il bidello di 40 anni della James K. Polk che non fa il suo dovere durante le ore di lavoro. Di solito, quando non vuole pulire o sistemare qualcosa dice: "Lo farà il guardiano notturno!" anche se non esiste un guardiano notturno alla Polk. Sin dalla prima stagione tenta di catturare una donnola, che però gli riesce sempre a sfuggire. Aiuta sempre Ned, Moze e Cookie nei loro piani ed è lui che lo incoraggia a metterli in atto. Indossa spesso un completo da bidello blu, anche se a volte mette una tuta gialla e una maschera con visiera per i servizi igienici ed è il nascondiglio perfetto per Ned e i suoi amici quando non si vogliono far trovare. È stato il pagliaccio della scuola ed è andato per tre volte alla scuola di legge. Il suo vero nome non viene mai detto nella serie, ma è scritto sul romanzo che Gordy consiglia di leggere a Ned, quando ha bisogno di un vero libro per la sua presentazione nel secondo episodio della terza stagione. Nella prima stagione era un personaggio ricorrente, ma dalla seconda è diventato un personaggio principale e dalla terza compare nella sigla iniziale.

### Personaggi secondari

#### Studenti
- Suzie Crabgrass (stagioni 2-3, ricorrente 1) interpretata da Christian Serratos, doppiata da Jenny De Cesarei.
È una bravissima studentessa della scuola. Durante la prima stagione ha una breve relazione con Seth Powers, il ragazzo più bello della scuola. Durante l'ultimo episodio della prima serie si mette insieme a Billy Loomer. Nella seconda stagione è lei che dà il primo vero bacio a Ned, durante una pausa della sua relazione con Billy. Verso la fine della seconda stagione si fidanza con Ned e continuano la loro relazione anche durante il terzo anno, quando lei si trasferisce in un altro Stato per stare con suo padre. Quando torna alla Polk, non sa ancora che Ned si è innamorato di Moze (anche se provava ancora qualcosa per lei), dato che lui non gliel'aveva mai detto quando parlavano al telefono. Nell'ultimo episodio della 3ª stagione ritorna insieme a Billy. Durante la seconda stagione diventa la migliore amica di Moze, anche se nella prima si detestavano. Il suo vero nome si scopre nella prima parte dell'ultimo episodio della terza stagione quando Loomer afferma di essere cambiato. Non appare sempre nella 1 stagione ma di più nella 2 e 3 serie.
- Billy Loomer (stagioni 1-3), interpretato da Kyle Swann, doppiato da Massimo Di Benedetto.
È il cattivissimo bullo della scuola. Ha una sorella che va in terza, Kelly (anch'essa è una bulla); le vuole molto bene e infatti la protegge, dato che anche lei ricambia. Fin dalla prima stagione ha una cotta per Moze anche se nella seconda stagione si fidanza con Suzie Crabgrass e anche con Missy Meany, ma poi si lascia con entrambe; successivamente, alla fine della terza stagione, lui e Suzie tornano insieme, anche se Loomer è ancora innamorato di Moze, che però non ricambia e lo sconfigge in un unico episodio. Si diverte facendo scherzi molto cattivi ed antipatici a Ned, Cookie, Testa di Cocco e Martin, anche se in più di un'occasione si rivela loro amico e si allea con loro in situazioni impreviste. Nell'episodio finale, per piacere a Moze, cambia il suo look ed il suo carattere, diventando educato perfino con Testa di Cocco.
- Missy Meany (stagioni 2-3), interpretata da Carlie Casey, doppiata da Giuliana Atepi.
È da tutti considerata la ragazza più bella della scuola. È carina e femminile ma ha un pessimo carattere ed è molto gelosa. Appare dalla seconda stagione dove odia Ned, Moze e chiunque consideri al di sotto di lei. Nella terza stagione invece è innamorata di Ned e cerca sempre di baciarlo, soprattutto nell'episodio Guida alla primavera della terza stagione.
- Jerry Crony e Buzz Rodriguez (ricorrenti 1-3), interpretati da Matthew "Teo" Olivares e Recci Canon, doppiato da Gianmarco Ceconi.
Sono i due amici di Loomer, anche loro bulli. Crony è molto estroverso, è innamorato di Missy, fa parte del club del cucito del prof. Monroe e cerca sempre di nasconderlo anche se certe volte cerca di dirlo a Billy. Buzz invece non parla praticamente mai, ad eccezione dell'episodio "il nuovo semestre", in cui canta, e dell'episodio della terza stagione Guida al volontariato, dove parla brevemente di fronte a Moze, Billy e Crony. Nel primo episodio della seconda stagione diventano spalle di Cookie, per poi ritornare da Loomer nonostante il loro tradimento.
- Seth Powers (stagione 2, ricorrente 1 e 3), interpretato da Alex Black, doppiato da Renato Novara.
È da molti è considerato il più bel ragazzo della scuola dopo Doug Sexson. Prova un vero e proprio amore verso la pallacanestro; lo si vede sempre con un pallone da basket che riesce a far girare vorticosamente sulle dita della mano destra. Proprio per questa sua ossessione, in una puntata viene "costretto" dalla madre a trovare altri interessi oltre al basket, altrimenti gli avrebbe bucato il pallone. Ha un carattere un po' strano e a volte sembra un po' stupido. Inoltre è sempre vestito con la tuta della squadra di basket della scuola. Alla fine si fidanzerà con Evelyn Kwong.
- Evelyn Kwong (stagione 3), interpretata da Michelle Kim, doppiata da Tosawi Piovani.
È la nemica-rivale numero uno di Cookie all'interno della Polk apparsa dalla terza stagione della serie. Eccelle in ogni materia ed è anche molto astuta. Oltre che suo acerrimo nemico, Cookie è anche il suo amore, anche se il ragazzo fa di tutto per evitarla. Non è molto popolare poiché perde facilmente la pazienza e urla sempre. A fine serie, mentre sta cercando di conquistare Cookie, Seth si rende conto della sua bravura nel basket e le chiede di uscire con lui e lei accetta, tornando ad essere amica.
- Faymen Phorchin (stagione 3), interpretato da Vinicius Machado, doppiato da Davide Albano.
È uno studente nuovo della Polk, apparso nella terza stagione. È di origine brasiliana, è una promessa del calcio brasiliano ed in un episodio si vedono i suoi genitori alla Polk. Diventerà il fidanzato di Moze. È bravo in molte cose che fa, ad esempio a ballare, ma non è per niente bravo a baciare. Ha un cane (un Basset Hound) che si vede solo nell'episodio "Guide per i party". Nell'episodio "Fare nuove amicizie" ammette di essere un bugiardo e di non essere perfetto come sembra. Partirà di nuovo per il Brasile a tre episodi dalla fine per una chiamata della nazionale giovanile brasiliana per il calcio.
- Lisa Zemo (stagioni 1-3), interpretata da Rachel Sibner, doppiata da Arianna Talamona.
È una ragazza nuova alla scuola James K. Polk. Ha un'inguaribile sinusite, è piena di allergie infatti nell'episodio della seconda stagione "I lunedi'", quando è a mensa con Testa di Cocco, afferma di essere allergica a cani, gatti, dolci, fiori e cavoli e porta gli occhiali. Il suo olfatto è ridotto al 20%, cioè al minimo, quindi viene evitata da tutti, nonostante sia una ragazza dolce e gentile, ma soprattutto una buona amica e alleata, infatti nella seconda stagione diventa persino amica di Suzie Crabgrass. Inoltre è profondamente innamorata di Cookie e cerca sempre di conquistarlo in ogni modo fino alla fine della seconda serie, quando capisce che lui la considera solo un'amica. Così nella terza stagione si trasforma completamente: inizia a vestirsi alla moda, toglie gli occhiali mettendo le lenti a contatto, cambia pettinatura e le sparisce la sinusite (anche se nell'episodio della terza stagione "Sentire la primavera" le ritorna per poi riscomparire), diventando così un vero e proprio idolo per i ragazzi (dimostrato dal fatto che vengono creati un calendario ed una rivista su di lei). Alla fine della terza stagione (precisamente nell'ultimo episodio, "Gite, permessi, segni e donnole"), corteggia anche Cookie invitandolo a mangiare una pizza con lei, dopo averlo visto all'opera nei panni di Steeleagle. Nell'episodio delle competizioni si scopre essere una ballerina di Salsa.
- Testa di Cocco (stagioni 1-3), interpretato da Rob Pinkston, doppiato da Benedetta Ponticelli.
È uno studente della Polk, amico di Ned, Cookie e Moze. Il suo vero nome è Peter Scholl, ma viene sempre chiamato così sia dagli amici che dagli insegnanti per la sua strana pettinatura. Sta sempre insieme a Martin ed anche lui, si innamora di Lisa Zemo. In un episodio si capisce che è positivo e che non ha paura dei lunedì come gli altri. È da sempre la vittima preferita degli scherzi molto cattivi ed antipatici di Loomer, ma col tempo sembra che sia abituato. È sempre pronto ad aiutare Ned e Cookie nelle loro missioni e non esita a chiedere il loro aiuto. Nell'episodio della seconda stagione "San Valentino" ammette di essere innamorato del "Trio delle Streghe". Le sue caratteristiche morali sono da una parte considerate come se Testa di Cocco fosse il bambino sfortunato che Ned, dando le sue dritte, utilizza come contrario di quello che dice; da un'altra parte sembra essere un bambino, oltre che amico di Ned, Cookie e Moze, senza alcuna caratteristica morale e quindi definito insieme a Martin, Lisa ecc. "normale" nella vita scolastica.
- Claire Sawyer (ricorrente 1-3), interpretata da Brooke Marie Bridges, doppiata da Emanuela Pacotto (stagione 1-2).
È l'avvocato degli studenti della Polk: infatti, non è raro che la "ingaggino" per risolvere le "questioni legali" all'interno della scuola. La frase che dice ogni volta che compare è: "Claire Sawyer, futuro avvocato" alla quale i suoi compagni rispondono "Claire, ci conosciamo dall'asilo". La si vede sorridere raramente. Ned, Cookie e Moze la conoscono dall'asilo. È brava e laboriosa in quello che fa. Il ragazzo "Con lo zaino" è innamorato di lei, ma non è ricambiato.
- Martin Qwerly (stagioni 1-3), interpretato da Tyler Chase, doppiato da Cinzia Massironi.
È uno studente della Polk, uno dei migliori amici di Ned, Cookie e Moze. Sta sempre insieme a Testa di Cocco e, anche lui è spesso vittima degli scherzi molto cattivi ed antipatici di Loomer. Parla moltissimo: non finisce mai di parlare con chiunque si trovi e parla di qualunque argomento. È un ragazzo gentile e disponibile, ma viene evitato da tutti, a volte anche da Ned, proprio a causa del suo parlare. Nella terza stagione anche lui, si innamora di Lisa Zemo e diventa nemico-rivale di Cookie in amore. Gli altri quando non lo vogliono sentire parlare mettono delle loro sagome, così lui parla con queste false identità anche se Martin non lo capisce. Tutti i nomi dei suoi parenti iniziano con la M.
- Albert Wormenheimer (ricorrente 2-3), interpretato da Stephen Markarian, doppiato da Paolo De Santis.
È il secchione della scuola; va bene in tutte le materie, in particolare Matematica. È un po' strano e parla quasi sempre con una "voce interiore" che solo lui sente. Non è molto popolare (anche se è lui che ha creato la lista di popolarità settimanale, con il nickname: A. Wormenheitor) e ha pochi amici, anche perché ha la cattiva abitudine di scaccolarsi. Oltre che a essere un secchione è anche molto ordinato e metodico in tutto quello che fa. A volte chiede aiuto a Ned chiedendogli dei consigli tratti dalla guida. Fa parte del club "G.E.E.K." e, proprio in quel club, farà entrare Ned nelle vesti di "Den Ybgib".
- Vanessa (stagione 2), interpretata da Logan Browning, doppiata da Federica Valenti.
Una ragazza che compare solo nella seconda stagione. Cookie ne è innamorato, anche se lei è "la cervellona della terza media" mentre Cookie è in seconda. Il ragazzo finge di essere in terza come lei anche se alla fine viene a galla tutto, ma Vanessa gli dà una seconda chance. Al ballo scolastico però Vanessa e Lisa Zemo scoprono che Cookie era il cavaliere di entrambe, perciò viene lasciato da quest'ultime. Alla fine, Cookie deciderà di ballare con Lisa.
- Ragazzo con lo zaino (ricorrente 1-3), interpretato da Aaron Grady, doppiato da Loretta Di Pisa.
 Uno studente che va sempre in giro con un enorme zaino. Non si sa il suo vero nome ed è innamorato di Claire Sawyer.

#### Amministratori e professori della scuola
- Irving Pal (stagione 3), interpretato da John Bliss, doppiato da Antonio Paiola.
È il preside e successivamente insegnante della scuola J. Polk dove è ambientata la serie. Anche se è da sempre il preside della Polk, compare solo nella terza stagione dall'episodio I Presidi in poi. Qui è già alla fine della sua carriera, infatti vuole andare in pensione perché non riesce più a badare alla scuola. Lascia il posto di preside al signor Wrigth, che ottiene la carica dopo varie battaglie con Crubbs. Pochi episodi dopo, in Studi sociali, Pal prende il posto di insegnante di studi sociali fino al termine della serie.
- Benjamin Harvey Crubbs (stagioni 2-3), interpretato da Hamilton Mitchell, doppiato da Marco Balzarotti.
È il vicepreside della scuola. Il suo compito è far rispettare i regolamenti molto cattivi agli studenti e insegnanti, per questo viene chiamato "Sceriffo Crubbs". Indossa sempre giacca e pantaloni bianchi e porta sempre con sé uno o più paia di occhiali da sole che si mette per spaventare gli studenti. È molto autoritario e brusco ma alla fine vuole bene agli studenti e la sua ambizione è diventare preside per cambiare i cattivissimi regolamenti scolastici. Molte volte si trova a dover mandare all'aria i piani di Ned e a dover obbligare Gordy a lavorare. Ha una passione per i pesci d'aprile, per i fenicotteri (infatti nel suo studio c'è un telefono a forma di fenicottero) e per le ciambelle allo zucchero. Da giovane voleva diventare un famoso detective a Miami, infatti il personaggio si ispira al celebre telefilm "Miami Vice" da cui prende ispirazione anche l'abbigliamento: decide tuttavia di diventare vicepreside per far sì che i ragazzi abbiano una buona educazione ed evitino di mettersi nei guai, anziché limitarsi ad arrestarli. Inoltre il cognome Crubbs altro non è che l'unione di "Crockett" e "Tubbs", i due protagonisti della serie. Ha una stanza segreta dietro il muro del suo ufficio dove conserva un sacco di oggetti persi che non appartengono a lui.
- Alistair Wright (stagioni 1-2; ricorrente 3), interpretato da Meshach Taylor, doppiato da Marco Balbi.
È l'insegnante di storia nella prima e nella seconda stagione. Diventerà preside dopo varie battaglie con Crubbs. È molto calmo e bravo, è quindi uno degli insegnanti migliori. Vuole molto bene ai ragazzi, in particolare a Moze e a Cookie. In una puntata della seconda stagione, cerca di far sembrare ai ragazzi di essere un insegnante tosto grazie al documentario che Moze girerà su di lui. È laureato in pedagogia ad Harvard.
- Jeremy Monroe, (stagioni 1-2; ricorrente 3), interpretato da Jim J. Bullock, doppiato da Giorgio Bonino.
È l'insegnante di scienze della vita della scuola James Polk. Ha comportamenti molto effemminati e alquanto strambi, ma è comunque uno degli insegnanti più amati dagli studenti. Indossa sempre maglioni di lana con strani disegni sopra e indossa gli occhiali. È anche il presidente e fondatore del club del cucito nonché responsabile del giornalino della scuola; è anche stato capitano della squadra di basket e qui si scopre che ha un grande talento nella pallacanestro. Si batte sempre per difendere gli studenti e prova una particolare simpatia per Ned e per Cookie con cui partecipa a varie avventure. Appare dalle prime puntate della prima stagione per poi scomparire improvvisamente a metà della seconda. Riappare poi in due episodi alla fine della terza stagione, dove si viene a sapere che era andato in Antartide dai pinguini. Nella prima stagione si scopre che era un bullo come Billy Loomer quando era uno studente.
- Joy Dirga (stagioni 1-2; ricorrente 3), interpretata da Kim Sava, doppiata da Loredana Nicosia.
È l'insegnante di Educazione fisica della Polk. È molto autoritaria, burbera e seria e cerca sempre di stremare Cookie. Anche se nel corso della serie non lo dimostra molto, vuole bene agli studenti, in particolare a Moze per via della sua grande bravura nella pallavolo.
- Timothy Sweeney (stagioni 1-3), interpretato da Don Creech, doppiato da Maurizio Scattorin.
È l'insegnante di Scienze. Viene chiamato da tutti gli studenti come "l'infido Sweeney" per la sua grande cattiveria, ma in realtà vuole molto bene ai ragazzi e cerca di aiutarli ad andare bene. Indossa sempre delle camicie di color bianco e cravatte dei più vari colori e indossa gli occhiali. Molte volte si trova a dover fronteggiare gli scherzi di Gordy e di Ned, ma è proprio a quest'ultimo che è molto affezionato. È anche il responsabile della sicurezza dei corridoi. In tutti gli episodi viene spesso rimbrottato duramente sia dagli altri insegnanti che da Ned e gli studenti che lo colpevolizzano per i suoi odiati comportamentacci inspiegabilmente inappropriati. Nell'ultimo episodio dice a Ned che lo ricorderà come uno dei suoi studenti peggiori e anche uno dei suoi preferiti. Il suo nome non viene mai pronunciato.
- Dusty Chopsaw (stagioni 1, 3; ricorrente 2), interpretato da Dave Florek, doppiato da Mario Scarabelli.
È l'insegnante di Falegnameria della Polk. Prova un vero amore per il legno: infatti considera tutti i suoi lavori ed i suoi oggetti per il lavoro come figli. Perde molto spesso la pazienza e viene considerato pazzo da molti studenti, compresa Moze che poi però gli si affezionerà ed infatti diventerà uno dei suoi insegnanti preferiti. Anche Chopsaw prova una forte simpatia per Moze tanto da considerarla come una figlia. È lui che fa capire a Ned che Moze è innamorata di lui. Si ferisce molto spesso con gli arnesi per lavorare il legno.
- Tina Xavier (ricorrente 2-3), interpretata da Lusia Strus, doppiata da Cristina Giolitti.
È l'insegnante di algebra e di matematica di Cookie e di Vanessa e appare dall'episodio Matematica della seconda stagione e viene dalla Germania dell'Est. È innamorata di Gordy e lo chiama spesso "Bellissimo uomo di pulizie" ma non è per niente ricambiata nonostante il suo carattere infido. Ogni mattina va a scuola in bici per mantenersi in forma. La sua frase più nota (ripetuta nel primo episodio in cui compare) è "Zenza matematica, noi ezzere cavernicoli e mangiare carne cruda con mani!" che, dall'accento tedesco significa "Senza la matematica, siamo dei cavernicoli che mangiano la carne cruda con le mani!".
- Phil Lowe (stagioni 1-3) interpretato da Fred Stoller, doppiato da Daniele Demma.
Svolge diversi lavori. Nella prima stagione compare nel ruolo di un fotografo esterno alla scuola e come autista dell'autobus. Nella seconda è invece il responsabile della sala studio. Nella terza, invece, appare in vari episodi come psicologo della scuola. Teme particolarmente il vicepreside Crubbs.
- I-Teacher (stagione 3), interpretata da Mo Collins, doppiata da Jasmine Laurenti.
È la nuova insegnante d'inglese della scuola Polk che compare nella terza stagione. Insegna in collegamento da casa grazie alla webcam, quindi non è mai presente di persona ma può spostarsi da un computer all'altro per svolgere il suo lavoro. All'inizio si mostra molto brusca e autoritaria per non farsi spaventare dagli studenti come (da quel che dice) è già successo quando insegnava di presenza, ma poi si svela essere molto comprensiva nei loro confronti e le sta molto simpatica Moze.
- Harry Compover (ricorrente 1-3), interpretato da Steve Bannos.
È l'insegnante del coro della scuola Polk e nella serie non viene mai nominato per nome. Nella terza stagione si scopre che insegna anche al liceo. Nella prima stagione nell'episodio "I professori" insegna idioma nella classe di Cookie. Ha un'acconciatura stramba, chiamata "il riporto".

#### Altri
- La Donnola (ricorrente 1-3) è una donnola che gira per la scuola dall'inizio della serie a causa dell'armadietto disordinato di uno studente. Gordy vuole catturare questa donnola e per farlo ha utilizzato numerose trappole senza mai riuscirci. Nel finale di serie, si scopre che la donnola è in realtà una femmina, per via che ha avuto dei cuccioli, e lei e Gordy diventano amici.

## Spin-off incompiuto
Nel giugno 2008 Devon Werkheiser firmò un contratto con Nickelodeon per uno spin-off che avrebbe dovuto raccontare le avventure di Ned al liceo. La serie non è mai stata realizzata perché altri interpreti principali della serie erano impegnati in altri progetti: il creatore e produttore esecutivo Scott Fellows stava lavorando su un altro show per Nickelodeon, Big Time Rush; Daniel Curtis Lee era impegnato con Zeke e Luther; e Lindsey Shaw stava lavorando in 10 cose che odio di te.